# Port lotniczy Gbadolite
Port lotniczy Gbadolite (IATA: BDT, ICAO: FZFD) – port lotniczy położony w Gbadolite, w prowincji Ubangi Północne, w Demokratycznej Republice Konga.